# Transsexdisco
transsexdisco – polska grupa muzyczna założona w czerwcu 2007 w Olsztynie przez Damiana Lange. Zespół tworzy muzykę rockową z wyraźnie zaznaczonymi elementami punk rocka oraz elektroniki. Debiutancka płyta grupy zatytułowana „Ultrachemia” została wydana własnym sumptem 10 lipca 2010 roku. Przy realizacji drugiej płyty zespół nawiązał współpracę z wytwórnią S.P.Records, pod której szyldem ukazał się drugi krążek formacji o tytule „Transsexdisco”. Premiera miała miejsce 14.01.2013 roku.

## Skład
- Damian Lange – gitara, wokal, kompozycje i teksty
- Krystian Zemanowicz – gitara basowa
- Marcin Matyszewski – instrumenty klawiszowe
- Paweł Łach – perkusja
- Piotr Pankowski – gitara

## Nagrody, wyróżnienia i osiągnięcia
- 2009 – 1. miejsce na konkursie Planetafest w Olsztynie
- 2009, czerwiec – Przegląd Kapel Rockowych w Kadzidle (1. miejsce oraz nagroda za najlepszy tekst)
- 2009, czerwiec – XV Przegląd Zespołów Muzycznych w Goworowie (1. miejsce oraz nagrody dla najlepszego basisty i perkusisty)
- 2009, sierpień – EKO UNION OF ROCK 2009 w Węgorzewie (GRAND PRIX oraz nagrody za najlepszy tekst i dla najlepszego perkusisty)
- 2009 – Nagroda organizatorów na Young Fest w Dobrym Mieście
- 2009 – 1. miejsce na Lidzbarskim Przeglądzie Rockowym
- 2009 – 2. miejsce na Przeglądzie Kapel Rockowych „Remont Fest” w Warszawie
- 2010 – 1. miejsce na przeglądzie kapel rockowych w Rucianem-Nidzie
- 2011, marzec – udział w programie „Kuba Wojewódzki” w roli gościa muzycznego

## Dyskografia
- Transsexdisco [longplay, 2013]

1. Mamy trochę inaczej
2. Uboczny efekt narzekania
3. Drzwi
4. Bez powodu
5. Oto sztuka
6. Okłamuj mnie jeszcze
7. Echem się niesie
8. Poznajmy się
9. Jeden kolor
10. Co jest
11. Jakoś to będzie
12. Ulice
13. Biznes

- Ultrachemia (longplay, 2010)

1. Betonowy świat
2. Człowiekiem jestem
3. Ja cię znam
4. Światowa rewolucja
5. Zapraszam do tańca
6. Prosty chłopak
7. Ja
8. Pieśń o zazdrości
9. Dreszcze
10. Jak szybko lecą lata
11. Kiedy słońce świeci
12. Ten song
13. Od wujka Darka

- ultrapromo (płyta promocyjna, 2010)

1. Prosty chłopak
2. Ja cię znam
3. Pieśń o zazdrości
4. Jak szybko lecą lata

- Surreal [longplay, 2017]

1. Reprezentant
2. Nie znikam
3. Brawa dla artysty
4. Existere
5. Julia przy nadziei
6. Legenda
7. Wyspa
8. Oczy
9. Nic na siłę
10. Do trzech
11. W transie
12. Supersingiel
13. Surreal